# 이승준 (1978년)
이승준(1978년 4월 23일 ~ )은 대한민국의 배우이다.

## 출연작

### 영화
- 《영화 만들기의 기초》 (2006년) - 정우 역
- 《성북항》 (2007년) - 김인배 역
- 《새끼 여우》 (2007년)
- 《비스티 보이즈》 (2008년) - 강현성 역
- 《좋은 놈, 나쁜 놈, 이상한 놈》 (2008년) - 삼국파 역
- 《엄마가 없다》 (2008년)
- 《더 나쁜 범죄》 (2009년)
- 《나무뒤에 숨다》 (2011년) - 최도진 역
- 《범죄와의 전쟁: 나쁜놈들 전성시대》 (2012년) - 판호 조직원 역
- 《577프로젝트》 (2012년) - 본인 역
- 《고스톱 살인》 (2014년) - 목장청년 상이 역
- 《헬머니》 (2015년) - 형사 역
- 《거짓말》 (2015년) - 재활용센터직원 1 역
- 《로봇, 소리》 (2016년) - 국정원 요원 4 역
- 《콜리션》 (2017년) - 태화 역
- 《공작》 (2018년) - 보위부요원 1 역